# Yanislav Guerchev
Yanislav Atanasov Guerchev –en búlgaro, Янислав Атанасов Герчев– (Plovdiv, 4 de octubre de 1989) es un deportista búlgaro que compite en judo.
Ganó tres medallas de plata en el Campeonato Europeo de Judo entre los años 2017 y 2022, en la categoría de –60 kg.

## Palmarés internacional
| Campeonato Europeo | Campeonato Europeo | Campeonato Europeo | Campeonato Europeo |
| Año                | Lugar              | Medalla            | Categoría          |
| ------------------ | ------------------ | ------------------ | ------------------ |
| 2017               | Varsovia (Polonia) | Medalla de plata   | –60 kg             |
| 2018               | Tel Aviv (Israel)  | Medalla de plata   | –60 kg             |
| 2022               | Sofía (Bulgaria)   | Medalla de plata   | –60 kg             |